# Adrorhizon purpurascens
Adrorhizon es un género monotípico de orquídeas de hábito epífitas. Su única especie: Adrorhizon purpurascens, se encuentra en Sri Lanka y en el sur de India.

## Descripción
Es una orquídea de pequeño tamaño, con hábitos epífitas con pseudobulbos angostamente cilíndricos que llevan una sola hoja apical, erecta, coriácea, rígida, linear-oblonga a lanceolada, con los márgenes recurvados, la hoja teñido púrpura. Florece en una inflorescencia de 7,5 a 10 cm larga con flores diminutas de color púrpura.

## Hábitat
Se encuentra en Sri Lanka como una epífita.

## Taxonomía
Adrorhizon purpurascens fue descrita por (Thwaites) Hook.f. y publicado en Fl. Ceylon 4: 161. 1898.
Etimología
Adrorhizon: nombre genérico que significa "raíz gruesa".
purpurascens: epíteto latino que significa "de color púrpura".
Sinonimia
- Coelogyne purpurascens (Thwaites) Hook.f.
- Dendrobium purpurascens Thwaites
- Pleione purpurascens (Thwaites) Kuntze[4][5]